# Грек Василь Іванович
Василь Іванович Грек (12 січня 1942, село Єлизаветівка, тепер Болградського району Одеської області — ?) — молдавський радянський діяч, міністр меліорації та водного господарства Молдавської РСР. Член ЦК КП Молдавії в 1981—1986 роках. Депутат Верховної Ради Молдавської РСР 10-го скликання.

## Біографія
Народився в родині робітника. З 1958 року працював на господарській роботі, в 1961 році — заступник головного бухгалтера колгоспу в Одеській області.
З 1961 до 1964 року служив у Радянській армії.
Член КПРС з 1964 року.
У 1964—1969 роках — студент, секретар комітету комсомолу Кишинівського державного сільськогосподарського інституту імені Фрунзе.
У 1969—1972 роках — головний інженер радгоспу «Розовський» Тарутинського району Одеської області.
У 1972—1974 роках — головний інженер колгоспу імені Карла Маркса Слободзейського району Молдавської РСР; керуючий Котовського районного об'єднання сільгосптехніки Молдавської РСР.
У 1974—1975 роках — інструктор відділу сільського господарства ЦК КП Молдавії.
У 1975—1977 роках — директор Бендерського дослідно-експериментального ремонтного заводу «Молдсільгосптехніки».
У 1977—1978 роках — заступник голови виробничого об'єднання із механізації, електрифікації та матеріально-технічного постачання Ради колгоспів Молдавської РСР.
У 1978—1979 роках — 1-й Суворовського районного комітету КП Молдавії.
5 листопада 1979 — 10 березня 1981 року — голова союзно-республіканського Державно-кооперативного виробничо-наукового об'єднання із агрохімічного обслуговування сільського господарства Молдавської РСР («Молдсільгоспхімія»).
З лютого 1981 року — 1-й заступник голови Ради колгоспів Молдавської РСР.
26 лютого 1987 — 1 вересня 1988 року — міністр меліорації та водного господарства Молдавської РСР.
Подальша доля невідома